# Анджелина Валънтайн
Анджелина Валънтайн (на английски: Angelina Valentine) е американска порнографска актриса.
Родена на 19 септември 1986 г. в град Лексингтън, щата Кентъки, САЩ и е от италиански и венецуелски произход.
Наричана е „дивото момиче на порното“.

## Кариера
Дебютира като актриса в порнографската индустрия през 2007 г.
Две години по-късно печели наградата на XRCO в категорията за „дълбоко гърло“.
През 2009 г. снима първата си сцена с транссексуална изпълнителка - Кимбър Джеймс. Впоследствие прави и други транссексуални сцени.
През 2013 г. обявява, че стартира своя собствена компания, наречена „Sexually Disturbed Media“, чиято дейност е насочена към продуциране, но включва и друг вид бизнес – дизайн и производство на дрехи.
Валънтайн е една от 15-те порноактриси участващи във видеоклипа на песента „YouPorn“ (2012) на рапъра Брайън Макнайт.

## Награди и номинации
Носителка на награди
- 2009: XRCO награда за дълбоко гърло.[10][3]
- 2010: Tranny награда за най-добър нетранссексуален изпълнител.[11]

Номинации
- 2009: Номинация за AVN награда за най-добра секс сцена с тройка – „Filth Cums First 3“
- 2009: Номинация за AVN награда за най-добра нова звезда.[12]
- 2009: Номинация за AVN награда за най-добра групова секс сцена – „Маслено претоварване“ (с Оугъст, Савана Голд, Фелисити Вон и Мануел Ферара).[13]
- 2009: Номинация за XBIZ награда за нова звезда на годината.[14]
- 2010: Номинация за AVN награда за най-добра нова уеб звезда.[15]
- 2010: Номинация за AVN награда за невъзпята звезда на годината.[16]
- 2010: Номинация за XBIZ награда за изпълнителка на годината.[17]
- 2011: Номинация за AVN награда за най-добра орална секс сцена – „Това дълбоко гърло 43“.[18]
- 2011: Номинация за XBIZ награда за изпълнителка на годината.[19]
- 2012: Номинация за AVN награда за невъзпята звезда на годината.[20]